# Barygenys maculata
Barygenys maculata is een kikker uit de familie smalbekkikkers (Microhylidae). De wetenschappelijke naam werd voor het eerst gepubliceerd door James I. Menzies en Michael James Tyler in 1977.
Barygenys maculata komt voor in delen van Azië en leeft endemisch in Papoea-Nieuw-Guinea. De kikker is enkel bekend uit de provincie Milne Bay waar het dier in het tropisch regenwoud op een hoogte van 1500 meter boven zeeniveau is aangetroffen.